# Robert Darin
Robert Erik Leonard Darin (i riksdagen kallad Darin i Malmö), född den 11 januari 1843 i Malmö, död den 4 mars 1923 i Lund, var en svensk lektor och politiker (liberal).
Robert Darin, som var son till en bryggare, började studera vid Lunds universitet 1860 och blev år 1865 filosofie doktor på en avhandling om medeltidsfranskans utveckling. Han verkade därefter som docent och sedan lektor vid olika läroverk, bland annat högre allmänna läroverket i Malmö 1875-1908. Han var även ledamot av Malmö stadsfullmäktige 1885-1908.
Han var riksdagsledamot i andra kammaren för Malmö stads valkrets i två omgångar, från 1887 till höstriksdagen 1887 samt 1894-1906. I riksdagen tillhörde han 1895-1897 Frihandelsvänliga centern, men betecknade sig därefter som vilde innan han år 1900 anslöt sig till det nybildade Liberala samlingspartiet, där han kvarstod riksdagstiden ut. I riksdagen var han bland annat ledamot av konstitutionsutskottet 1900-1906 och skrev en egen motion om högre lön åt justitieombudsmannen.

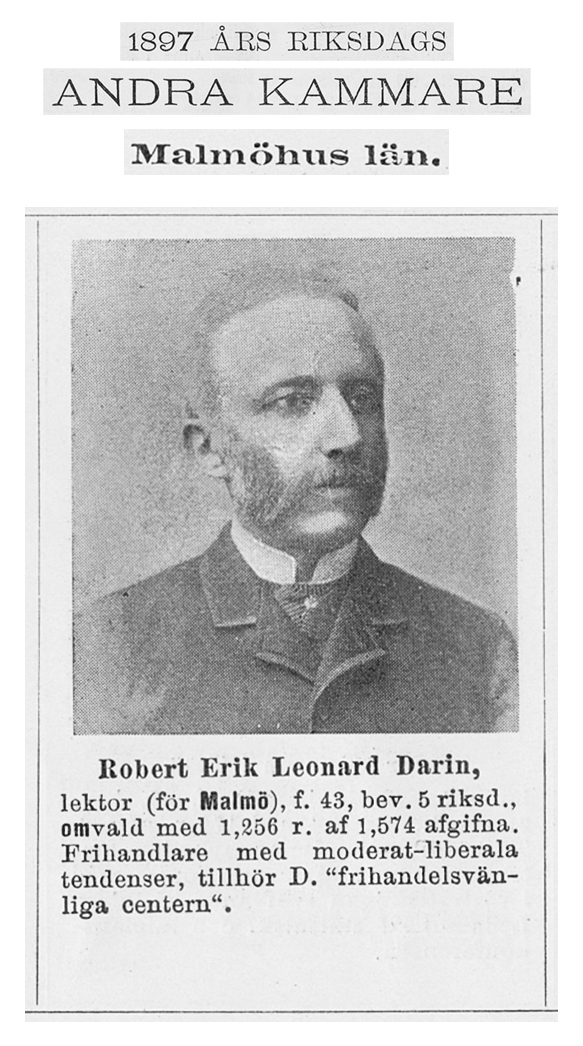
1897 års riksdag
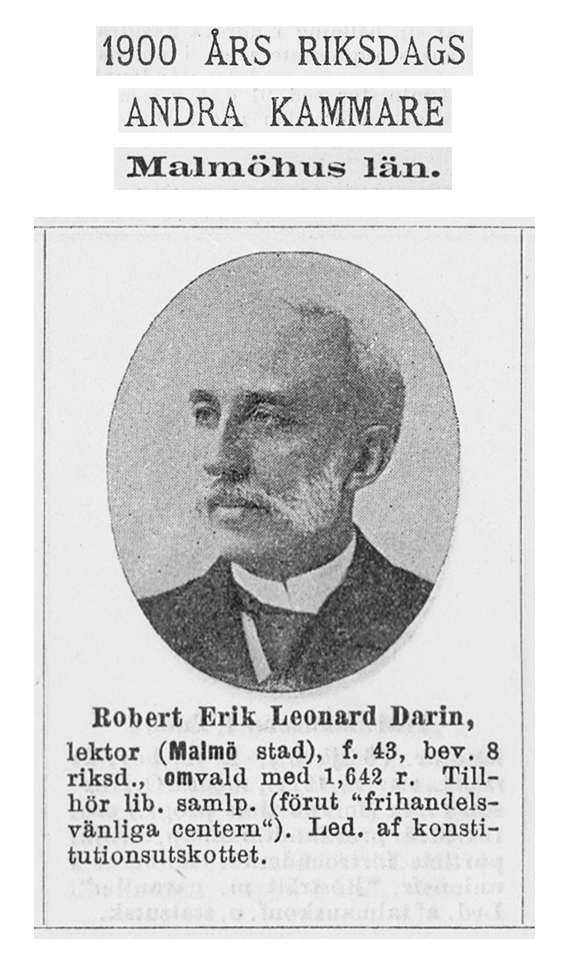
1900 års riksdag
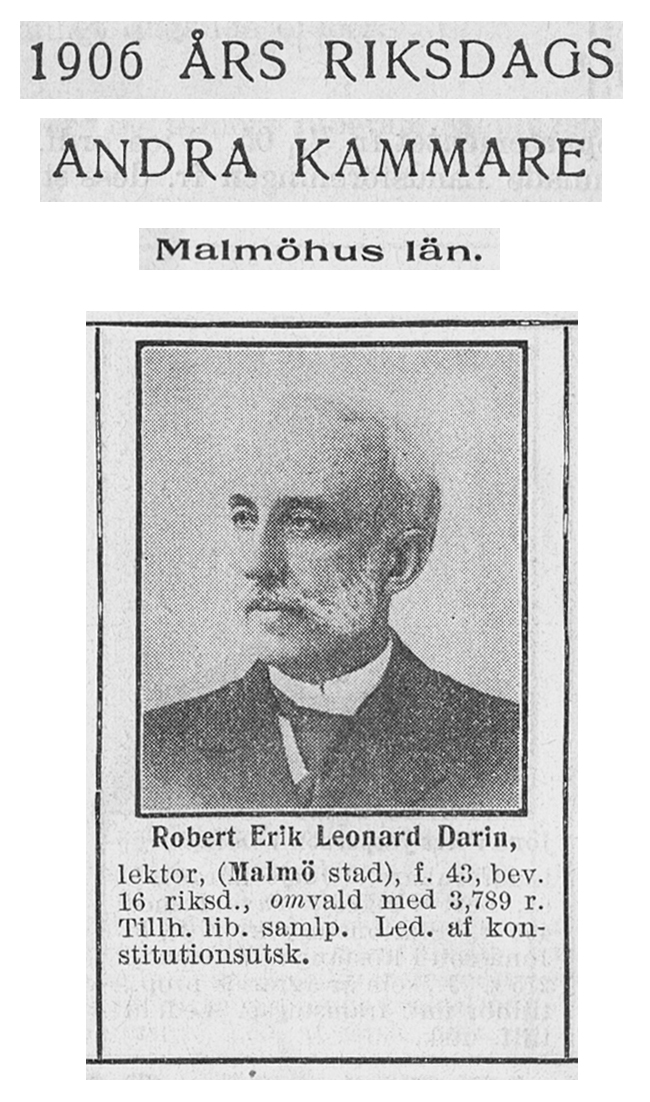
1906 års riksdag